# Dong Zhaozhi
Dong Zhaozhi (kinesiska: 董兆致; pinyin: Dǒng Zhàozhì), född den 16 november 1973 i Kanton, Kina, är en kinesisk fäktare som tog OS-silver i herrarnas lagtävling i florett i samband med de olympiska fäktningstävlingarna 2004 i Aten.